# Donacia cinerea
Donacia cinerea es una especie de insecto coleóptero de la familia Chrysomelidae.
Fue descrita científicamente en 1784 por Herbst.